# Raymond Bishop
Raymond Francis Bishop (* 27. August 1945 in Berkhamsted) ist ein britischer theoretischer Physiker.
Bishop studierte ab 1963 an der Universität Oxford mit dem Bachelor-Abschluss 1966 und dem Master-Abschluss 1970 und promovierte 1971 an der Stanford University bei John Dirk Walecka (On the theory of interacting Fermi-systems). Als Post-Doktorand war er an der University of Manchester, an der er von 1974 bis 1978 Lecturer war. Gleichzeitig war er Berater der Theoriegruppe am Daresbury Laboratory. 1978/79 war er Lecturer an der University of California, Berkeley, und am Lawrence Berkeley National Laboratory. 1979 wurde er Lecturer, 1986 Reader und 1988 Professor für theoretische Physik am University of Manchester Institute of Science and Technology (UMIST). Von 1991 bis 2004 stand er der Abteilung theoretische Physik vor. Ab 2004 war er Professor an der Universität Manchester (ab 2007 als Distinguished Professor), an der er 2010 emeritiert wurde.
Er befasst sich mit quantenmechanischer Vielteilchentheorie, speziell der Coupled-Cluster-Methode und deren Anwendung in Kernphysik, Festkörperphysik bzw. Physik kondensierter Materie (Quantenflüssigkeiten, magnetische Quantensysteme), ultradichter Materie, statistischer Physik und er befasste sich auch mit Quanteninformationstheorie.
Von 1966 bis 1972 war er Fulbright Fellow. 2005 erhielt er mit Hermann Kümmel die Feenberg-Medaille für seine Entwicklung der coupled-cluster-Methode zu einem umfassenden ab initio Zugang und seine innovativen Anwendungen der Methode über das volle Spektrum der Unterfelder der quantenmechanischen Vielteilchenphysik (Laudatio). 2004 wurde er Fellow der American Physical Society, 1981 des Institute of Physics und 1984 des Institute of Mathematics and its Applications (FIMA).

## Schriften (Auswahl)
- mit K. H. Lührmann: Electron correlations, 2 Teile, Phys. Rev. B, Band 17, 1978, S. 3757, Band 26, 1982, S. 5523
- mit J. S. Arponen, E. Pajanne: Extended coupled cluster method, 2 Teile, Phys. Rev. A, Band 36, 1987, S. 2519, 2539
- mit H. Kümmel: The coupled-cluster method, Physics Today, Band 40, 1987, Heft 3, S. 52
- An overview of coupled cluster theory and its applications in physics, Theoretica Chimica Acta, Band 80, 1991, S. 95–148
- Herausgeber mit Ulrich Schollwöck, Johannes Richter, Damian J. J. Farnell: Quantum magnetism, Springer 2004
- The coupled cluster method, in: Jesus Navarro, Artur Polls (Hrsg.), Microscopic quantum many-body and their applications, Springer 1998, S. 1–70